# Larçay
Larçay település Franciaországban, Indre-et-Loire megyében. Lakosainak száma 2577 fő (2022. január 1.). Larçay Chambray-lès-Tours, Esvres, Montlouis-sur-Loire, Saint-Avertin, Saint-Pierre-des-Corps, Véretz és La Ville-aux-Dames községekkel határos.

## Fekvése
Tours délkeleti szomszédjában fekvő település.

## Története
A település kastélya (castellum) gall-római építésű, mely még az 5. században épült.
A kastélyt kis négyzetes terméskövekből emelték 75 méter hosszúságban. A kastélynak jobb állapotban a déli oldala maradt meg, ahova 4 torony épült. Falai az alapnál 4 méter vastagok voltak, egyes pontjain még ma is 6 méter magas.

## Galéria

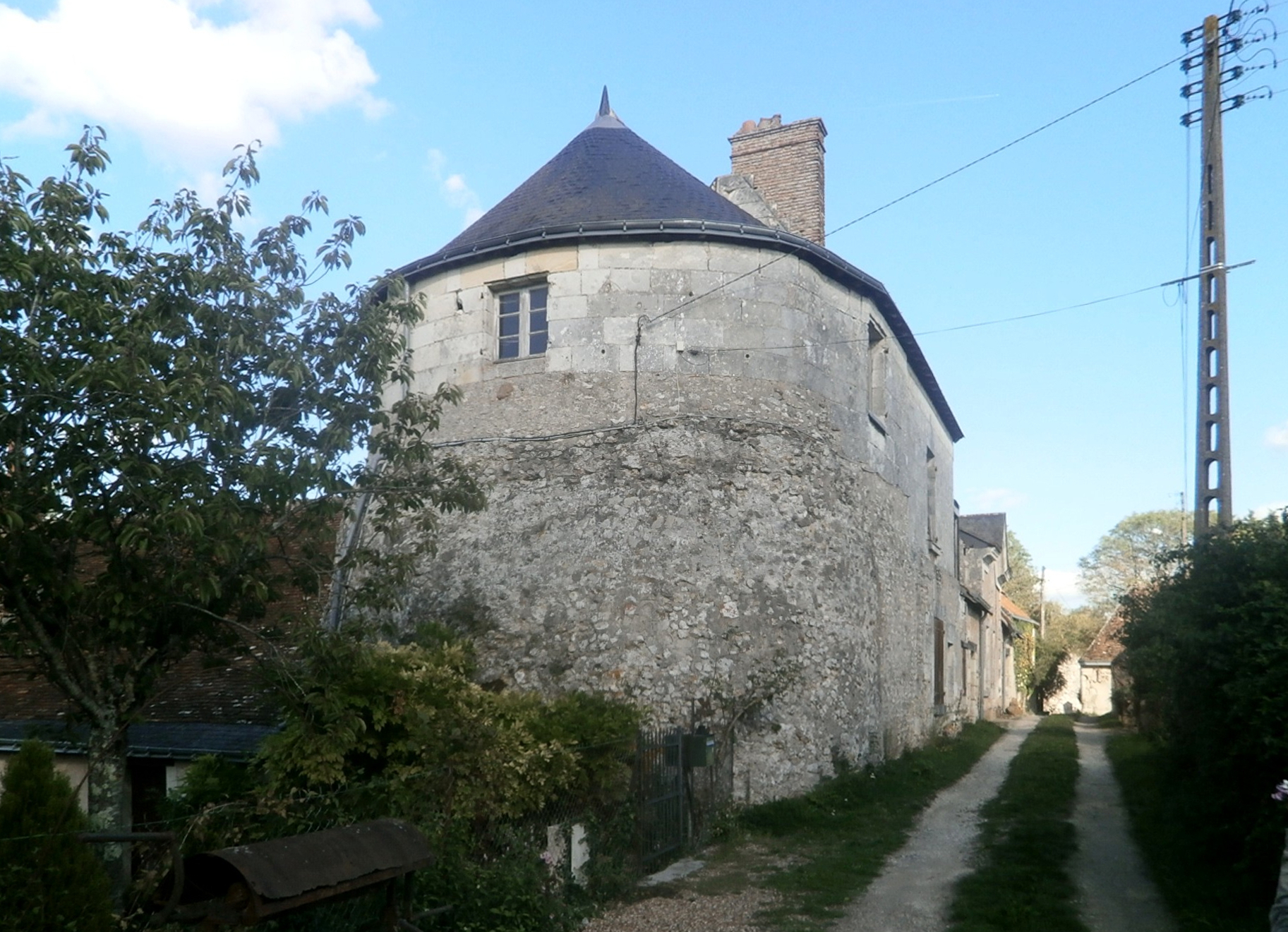
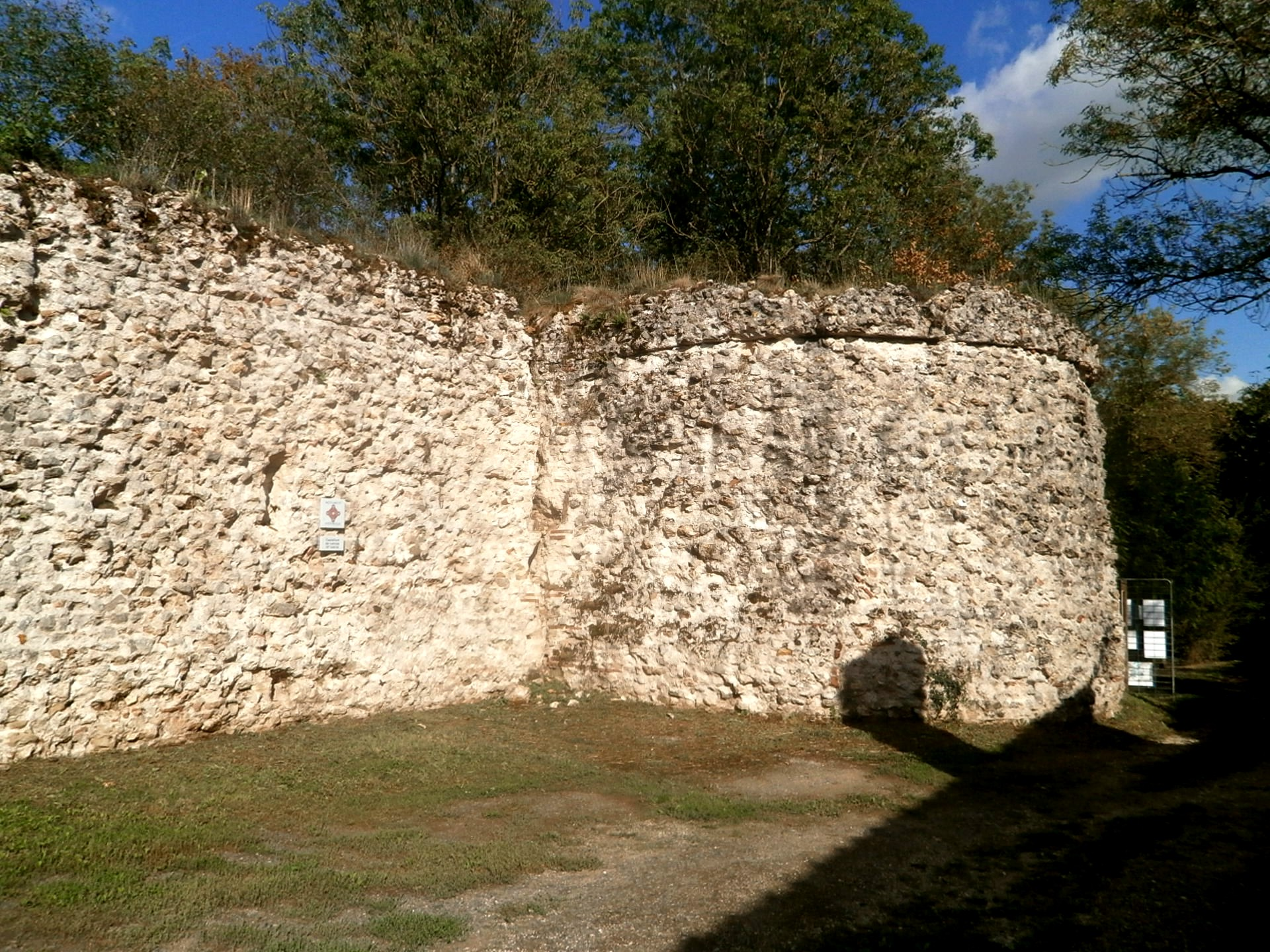